# Chuyến bay 004 của Lauda Air
Chuyến bay 004 của Lauda Air là một chuyến bay hành khách thường xuyên theo lịch trình giữa Bangkok và Viên, Áo. Vào ngày 26 tháng 5 năm 1991, một chiếc Boeing 767-300ER hoạt động trên máy bay đã bị đâm xuống vì việc không thể kiểm soát của bộ phận thổi ngược của động cơ số một lúc máy bay đang bay, khiến 213 hành khách và 10 phi hành đoàn trên máy bay tử nạn. Cho đến nay, nó vẫn là vụ tai nạn hàng không có số người thiệt mạng lớn nhất liên quan đến Boeing 767 và vụ tai nạn hàng không nguy hiểm nhất ở Thái Lan. Vụ tai nạn cũng đánh dấu sự cố gây tử vong đầu tiên của loại máy bay này và sự cố đầu tiên làm tan xác chiếc máy bay thuộc dòng máy bay này. Lauda Air được thành lập và điều hành bởi nhà vô địch đua xe thể thao Formula One đầu tiên Niki Lauda. Lauda đã tham gia vào cuộc điều tra tai nạn.

## Máy bay
Máy bay bị nạn là một chiếc Boeing 767-3Z9ER đã được chuyển giao mới cho Lauda Air vào ngày 16 tháng 10 năm 1989 và chỉ do họ điều khiển. Nó mang số sản xuất MSN 24628, được đăng ký như OE-LAV và được đặt tên cho Mozart.

## Lịch sử của chuyến bay
Vào thời điểm xảy ra tai nạn, Lauda Air khai thác ba chuyến bay hàng tuần giữa Bangkok và Viên. Vào ngày 26 tháng 5 năm 1991, lúc 23:02 giờ địa phương, chuyến bay NG004 (có nguồn gốc từ sân bay Kai Tak của Hồng Kông), một chiếc Boeing 767-3Z9ER, đã khởi hành từ Sân bay Quốc tế Cũ Bangkok (Sân bay Quốc tế Don Mueang) để bay đến Sân bay quốc tế Viên Với 213 hành khách và 10 thủy thủ đoàn, dưới sự chỉ huy của cơ trưởng Thomas J. Welch của Hoa Kỳ và cơ phó Josef Thurner của Áo.
Vào lúc 23:08, Welch và Thurner nhận được một cảnh báo trực quan chỉ ra rằng một lỗi hệ thống có thể gây ra việc đảo chiều đẩy động cơ số một đã kích hoạt trong chuyến bay. Sau khi tham khảo sổ tay tham khảo nhanh của máy bay, họ xác định rằng đó là "chỉ là một thứ tư vấn" và không hành động. Vào lúc 23:17, lực đẩy ngược động cơ số một được kích hoạt trong khi máy bay bay qua địa hình rừng núi cao ở khu vực biên giới giữa Suphanburi và tỉnh Uthai Thani ở Thái Lan. Những ghi chép cuối cùng của Thurner là "Ồ, lực đảo ngược đã kích hoạt". Việc nâng bên trái máy bay bị gián đoạn do việc triển khai đảo ngược, và chiếc máy bay bị đặt trong một hướng rơi về phía bên trái. Chiếc máy bay rơi xuống tốc độ Mach 0.99, và có thể đã phá vỡ rào cản âm thanh. Máy bay vỡ ở giữa không trung khi đang rơi xuống ở độ cao 4.000 feet (1.200 m). Phần lớn mảnh vỡ vương vãi trên một khu rừng xa xôi có kích thước khoảng 1 km², ở độ cao 600 m so với mực nước biển, tại vườn quốc gia Phu Toei, Suphanburi. Khu vực mảnh vỡ khoảng 6 km (3 nmi) về phía đông bắc Phu Toey, Huay Kamin, huyện Dan Chang, tỉnh Suphan Buri, khoảng 160 km (100 dặm) về phía tây bắc của Bangkok, gần biên giới Myanmar-Thái Lan.
Không ai trong số 223 hành khách và phi hành đoàn trên chiếc máy bay này sống sót. Các nhân viên cứu hộ tìm thấy thi thể của Welch vẫn còn ngồi trên ghế phi công. Sau vụ tai nạn, kẻ cướp đã đánh cắp đồ điện tử và đồ trang sức.